# Flota del Área del Pacífico Central
La Flota del Área del Pacífico Central (中部太平洋方面艦隊 Chūbu Taiheiyō Hōmen Kantai?) fue una flota de la Armada Imperial Japonesa que sirvió en la Segunda Guerra Mundial.

## Historia
La Flota del Área del Pacífico Central fue una sede operativa efímera de la Armada Imperial Japonesa, establecida el 4 de marzo de 1944. Cuando las fuerzas navales de los Estados Unidos expulsaron a los japoneses de las islas Marshall y las Carolinas a finales de 1943 hasta principios de 1944, los restos de las fuerzas navales japonesas de esas áreas se reagruparon bajo la dirección del vicealmirante Chūichi Nagumo. La nueva Flota del Área del Pacífico Central era un comando operativo combinado que contenía elementos aéreos (14.ª Flota Aérea) y terrestres (31.er Ejército), y tenía como tarea la defensa de las islas Marianas y Palaos, desde su centro de comando en Saipán.
Con la caída de Saipán ante las fuerzas estadounidenses el 8 de julio de 1944 y la posterior muerte del vicealmirante Nagumo y su personal, la Flota del Área Central dejó de existir.

## Historial
| Fecha               | Flota mayor                          | Flotas y/o unidades |
| ------------------- | ------------------------------------ | --- |
| 4 de marzo de 1944  | Flota Combinada                      | - 4.ª Flota - 14.ª Flota Aérea - Isuzu - 5.ª Fuerza de Base Especial - 30.ª Fuerza de Base - 4.ª Unidad de Observación Meteorológica |
| 8 de julio de 1944  | Su Cuartel General queda aniquilado. | Su Cuartel General queda aniquilado.                                                                                                 |
| 18 de julio de 1944 | Disuelta.                            | Disuelta. |

## Comandantes de la flota
Comandante en Jefe
| N.º | Nombre         | Imagen | Rango         | Fecha              | Fecha              |
| N.º | Nombre         | Imagen | Rango         | Comienzo           | Final              |
| --- | -------------- | ------ | ------------- | ------------------ | ------------------ |
| 1   | Chūichi Nagumo |        | Vicealmirante | 4 de marzo de 1944 | 8 de julio de 1944 |

Jefe de Estado Mayor
| N.º | Nombre     | Imagen | Rango           | Fecha              | Fecha              |
| N.º | Nombre     | Imagen | Rango           | Comienzo           | Final              |
| --- | ---------- | ------ | --------------- | ------------------ | ------------------ |
| 1   | Hideo Yano |        | Contraalmirante | 4 de marzo de 1944 | 8 de julio de 1944 |